# Frane Vrh
Frane Vrh - Kjec, slovenski vojak, * 29. januar 1928, Šembije, † 7. julij 2006, Kragujevac.
Osnovno šolo je končal v rojstnem kraju v italijanskem jeziku, višjo ekonomsko šolo v srbskem jeziku pa v Kragujevcu. Vojno šolo je naredil v Beogradu leta 1951, drugo pa na Reki 1963. leta. Položil je vrsto oficirskih izpitov, vse do čina podpolkovnika. V JLA je služboval 42 let. Pred upokojitvijo je vršil dolžnost načelnika vojne knjižnice v Kragujevcu.
Čeprav ga je življenjska pot vodila po mnogih krajih v Jugoslaviji (Novi Sad, Kraljevo, Kragujevac) je imel rojstno vas posebej rad. Ta ljubezen ga je navedla, da je med letoma 2000 in 2006 spisal zbirko spominov, ki opisuje življenje v Šembijah do srede 20. stoletja. V zbirki so zajeti nekateri za kraj specifični običaji (ženitev, vizita), navaja pa tudi vrsto demografskih podatkov. Zapisane spomine prežema njegov življenjski optimizem.